# Str@y
str@y（ストレイ）は、日本のロックバンド。

## メンバー
- 安田光（安田ヒカル） - ボーカル

かつては安田みつたか名義でイエローダックのボーカルとして活動。
- 清水喜一 - ギター

1997年に脱退。2014年の再始動時に再び加入。
- ゴンガーシホ - ギター

再始動時に加入。
元speena。
- 調先人 - ベース

再始動時に加入。
元THE HIGH-LOWS、SELKIE。
- 二ノ宮敦夫 - ドラムス

再始動時に加入。

## 概要
1992年、安田と清水の2人組音楽ユニットとして結成。1994年10月、東芝EMIのイーストワールドからシングル「SUDDENLY」でデビュー。
1995年にユニット名の表記をSTRAYからstrayに変更。
1997年に清水が脱退し、安田のソロユニット体制になる。以降、音楽プロデューサーに佐久間正英を迎え、シングル・アルバムをリリースした。
1999年、安田が雑誌の取材中に突如「1999年3月をもって消滅する」と宣言し、音楽業界から引退。安田は家業の事業に専念する。
2013年、清水、ゴンガー、調、二ノ宮が正式加入し、バンド形態になる。2015年にバンド表記をstr@yに改名し、再始動する。同年9月アルバム『do you remember?』を発表。

## タイアップ一覧
| 使用年 | 曲名           | タイアップ                                            |
| ------ | -------------- | ----------------------------------------------------- |
| STRAY  |                |                                                       |
| 1995年 | 550を捜せ!     | テレビ朝日系『ゲームカタログII』エンディングテーマ    |
| stray  |                |                                                       |
| 1997年 | 君へのニュース | TBS系『山田邦子のデート型録』オープニングテーマ       |
| 1997年 | 君へのニュース | 音楽情報番組『P.S. -Pop Shake-』8月オープニングテーマ |
| 1998年 | communication  | TBS系『BLITZ INDEX』1998年2月度オープニングテーマ     |
| 1998年 | FOREVER BLUE   | TVK『暗黒王子』テーマソング                           |